# Alena Rudkoŭskaja
Alena Rygoraŭna Rudkoŭskaja (in bielorusso Алена Рыгораўна Рудкоўская?; Homel', 21 aprile 1973) è un'ex nuotatrice bielorussa.

## Carriera
Rappresentando la Squadra Olimpica Unificata ha vinto la gara dei 100m rana ai Giochi di Barcellona 1992.

## Palmarès
- Giochi olimpici estivi

Barcellona 1992: oro nei 100m rana e bronzo nei 4x100m misti (come Squadra Unificata).
- Europei di nuoto

Atene 1991: oro nei 100m rana, nei 200m rana e nella 4x100m misti. (come Unione Sovietica).
Sheffield 1993: bronzo nei 100m rana (come Bielorussia).